# Audrey Lawson-Johnston
Audrey Lawson-Johnston, nascida Audrey Warren Pearl (5 de fevereiro de 1915 - 11 de janeiro de 2011), foi a última sobrevivente do naufrágio do RMS Lusitania ocorrido em 7 de maio de 1915.
Audrey nasceu nos Estados Unidos, mas durante vários anos de sua vida morou na Inglaterra.